# Gerrit Berveling
Gerrit Berveling (1er avril 1944 - ) est un espérantiste néerlandais.

## Biographie
Gerrit Berveling nait le 1er avril 1944 à Flardingue, aux Pays-Bas. Il est l’ainé d’une fratrie de sept enfants. Il déménage à La Haye puis à Leyde avec ses parents. À 13 ans, il part étudier dans un séminaire à Stoutenburg, puis à Heemstede pour devenir prêtre catholique. En 1970, il se marie avec Madzy van der Kooij, qui étudie aussi les langues classiques. Il a deux filles, Etelka et Freya. En 1984, il quitte l’église catholique pour l’église remontrante. Il travaille comme pasteur pendant 14 ans, dans deux ou régions en même temps. Après ça, il reprend sa carrière d’enseignant à Zwolle jusqu’en 2011. À côté de son emploi d’enseignant, il travaille comme pasteur, en s’occupant des relations entre l’islam et le christianisme. Il habite à Ryswick.
Gerrit Berveling apprend l’espéranto en 1972, en même temps que son épouse. Entre 1978 et 1990, il occupe la fonction de prédisent de la commission d’examen national de capacité à enseigner l’espéranto. Entre 2009 et 2012, il est prédisent de l’association nationale néerlandaise d’espéranto. Depuis 1989, il est membre de l’Académie d’espéranto.
Gerrit Berveling a commencé à écrire en espéranto en 1979 et est l’un des auteurs les plus prolifiques de l’espéranto. Il a publié plus de 82 livres, originaux ou traduits. Il a écrit de la poésie et des œuvres sociales et religieuses. Il a traduit le nouveau Testament.
Gerrit Berveling reçoit en 2003 le prix OSIEK, en 2012 le prix de la Fondation Grabowski.

## Œuvres

### Originales
- Tri ’stas tro, 1987
- Trifolio: versaĵoj trilingve, 1988
- Kanto pri Minotaŭro : kaj aliaj poemoj, 1993
- Mia pado : tekstoj el 25 jaroj, 1997
- Fadenoj de l’ amo, 1998
- Ajnasemajne, 2006
- Vojaĝimpresoj el Siberio kaj Japanio, 2008
- Odoj & aliaj poemoj, 2009
- Konciza historio de Kristanismo, 2014
- Autobiographie
  - La unuaj 25 jaroj en mia memoro, 1994
  - De duopo al kvaropo, 1995
  - Streĉitaj koroj, 1995
  - Kiu ĉi mi?, 2013